# Scherma ai Giochi della XX Olimpiade
La scherma alle Olimpiadi estive del 1972 fu rappresentata da otto eventi.

## Eventi
| Arma     | Uomini      | Uomini    | Donne       | Donne     | Totale |
| Arma     | Individuale | A squadre | Individuale | A squadre | Totale |
| -------- | ----------- | --------- | ----------- | --------- | ------ |
| Spada    | ■           | ■         | N/D         | N/D       | 2      |
| Fioretto | ■           | ■         | ■           | ■         | 4      |
| Sciabola | ■           | ■         | N/D         | N/D       | 2      |
| Totale   | 3           | 3         | 1           | 1         | 8      |

## Podi

### Uomini
| Evento                          | Oro                                                                                           | Argento                                                                                            | Bronzo                                                                                              |
| Spada                           |                                                                                               | | |
| Spada individuale (dettagli)    | Csaba Fenyvesi                                                                                | Jacques La Degaillerie                                                                             | Győző Kulcsár                                                                                       |
| Spada a squadre (dettagli)      | Ungheria Csaba Fenyvesi Győző Kulcsár Pál Schmitt Sándor Erdős István Osztrics                | Svizzera Guy Evéquoz Peter Lötscher Daniel Giger Christian Kauter François Suchanecki              | Unione Sovietica Grigorij Kriss Viktor Modzalevskij Georgij Zažickij Sergej Paramonov Igor' Valetov |
| Fioretto                        |                                                                                               | | |
| Fioretto individuale (dettagli) | Witold Woyda                                                                                  | Jenő Kamuti                                                                                        | Christian Noël                                                                                      |
| Fioretto a squadre (dettagli)   | Polonia Witold Woyda Lech Koziejowski Jerzy Kaczmarek Marek Dąbrowski Arkadiusz Godel         | Unione Sovietica Vasyl' Stankovyč Viktor Putjatin Anatolij Kotešev Vladimir Denisov Leonid Romanov | Francia Jean-Claude Magnan Daniel Revenu Christian Noël Gilles Berolatti Bernard Talvard            |
| Sciabola                        |                                                                                               | | |
| Sciabola individuale (dettagli) | Viktor Sidjak                                                                                 | Péter Marót                                                                                        | Vladimir Nazlymov                                                                                   |
| Sciabola a squadre (dettagli)   | Italia Michele Maffei Rolando Rigoli Cesare Salvadori Mario Aldo Montano Mario Tullio Montano | Unione Sovietica Mark Rakita Viktor Sidjak Vladimir Nazlymov Ėduard Vinokurov Viktor Baženov       | Ungheria Tibor Pézsa Péter Marót Péter Bakonyi Tamás Kovács Pál Gerevich                            |

### Donne
| Evento                          | Oro | Argento | Bronzo                                                                                            |
| Spada                           | | |                                                                                                   |
| Fioretto individuale (dettagli) | Antonella Ragno-Lonzi | Ildikó Farkasinszky-Bóbis | Galina Gorochova                                                                                  |
| Fioretto a squadre (dettagli)   | Unione Sovietica Elena Novikova-Belova Galina Gorochova Aleksandra Zabelina Svetlana Čirkova Tat'jana Petrenko-Samusenko | Ungheria Ildikó Rejtő-Ujlaki-Sági Ildikó Farkasinszky-Bóbis Ildikó Schwarczenberger-Tordasi Mária Szolnoki Ildikó Rónay-Matuscsák | Romania Ecaterina Iencic-Stahl Ileana Gyulai-Drîmbă-Jenei Olga Orban-Szabo Ana Derșidan-Ene-Pascu |

## Medagliere
| Posizione | Paese            |   |   |   | Totale |
| --------- | ---------------- | - | - | - | ------ |
| 1         | Ungheria         | 2 | 4 | 2 | 8      |
| 2         | Unione Sovietica | 2 | 2 | 3 | 7      |
| 3         | Italia           | 2 | 0 | 0 | 2      |
| 3         | Polonia          | 2 | 0 | 0 | 2      |
| 5         | Francia          | 0 | 1 | 2 | 3      |
| 6         | Svizzera         | 0 | 1 | 0 | 1      |
| 7         | Romania          | 0 | 0 | 1 | 1      |
| Totale    | Totale           | 8 | 8 | 8 | 24     |